# Зомерсдорф (Демин)
Зомерсдорф (њем. Sommersdorf) град је у њемачкој савезној држави Мекленбург-Западна Померанија. Једно је од 69 општинских средишта округа Демин. Према процјени из 2010. у граду је живјело 268 становника. Посједује регионалну шифру (AGS) 13052073.

## Географски и демографски подаци
Зомерсдорф се налази у савезној држави Мекленбург-Западна Померанија у округу Демин. Град се налази на надморској висини од 24 метра. Површина општине износи 8,7 km². У самом граду је, према процјени из 2010. године, живјело 268 становника. Просјечна густина становништва износи 31 становника/km².